# Leo Goldstein
Leo Goldstein (1917 –?) amerikai nemzetközi labdarúgó-játékvezető. Fiatalon megjárta a második világháború koncentrációs táborait, egy mérkőzés levezetésének köszönhette életét.

## Pályafutása

### Nemzeti játékvezetés
A II. világháború előbb Izraelbe, majd az Egyesólt Államokba emigrált. Ellenőreinek, sportvezetőinek javaslatára az 1950-es években az amerikai  Soccer League-ban vezetett mérkőzéseket. Az aktív nemzeti játékvezetéstől 1967-ben vonult vissza.

### Nemzetközi játékvezetés
Az Amerikai labdarúgó-szövetség Játékvezető Bizottsága (JB) terjesztette fel nemzetközi játékvezetőnek, a Nemzetközi Labdarúgó-szövetség (FIFA) 1959-től tartotta nyilván bírói keretében. Több nemzetek közötti válogatott és klubmérkőzést vezetett, vagy működő társának partbíróként segített. Az aktív nemzetközi játékvezetéstől 1967-ben a búcsúzott.

#### Világbajnokság
A világbajnoki döntőhöz vezető úton Chilébe a VII., az 1962-es labdarúgó-világbajnokságra a FIFA JB kifejezetten partbíróként alkalmazta. Selejtező mérkőzést az Amerika/Karib-térség zónában vezetett. Partbírói mérkőzéseinek száma világbajnokságon:  2.
| Időpont         | Helyszín                      | Mérkőzés típusa                            | Mérkőzés                | Játékvezető   | Eredmény | Nézők száma |
| --------------- | ----------------------------- | ------------------------------------------ | ----------------------- | ------------- | -------- | ----------- |
| 1961. május 21. | Városi Stadion, Willemstad    | előselejtező (döntő csoport-, 2. mérkőzés) | Holland Antillák–Mexikó | Leo Goldstein | 0 : 0    |             |
| 1962. május 31. | El Teniente Stadion, Rancagua | selejtező (4. csoport)                     | Magyarország–Anglia     | Leo Horn      | 2 : 1    | 7 938       |
| 1962. június 2. | Nemzeti Stadion, Santiago     | selejtező (2. csoport)                     | Chile–Olaszország       | Kenneth Aston | 2 : 0    | 66 057      |

## Szakmai sikerek
A Nemzetközi Labdarúgás múzeumának dicsőségfalán található.